# 石川梨華
石川 梨華（いしかわ りか、1985年〈昭和60年〉1月19日 - ）は、日本の歌手、タレントで、モーニング娘。の元メンバー（4期）。美勇伝の元リーダー。イメージカラーはディープピンク。
神奈川県横須賀市出身。血液型A型。身長158.1cm。アップフロントクリエイト所属。夫は元プロ野球選手の野上亮磨。

## 略歴
2000年
- 4月、『ASAYAN』内で行われた「モーニング娘。第3回追加オーディション」にて吉澤ひとみ、辻希美、加護亜依と共に合格。教育係は保田圭。
- 5月、モーニング娘。のシングル『ハッピーサマーウェディング』でデビュー。
- 5月、『モーニング娘。コンサートツアー春 ダンシング ラブ サイト』の日本武道館での公演に立つ。
- 6月4日、加護亜依と共にタンポポに加入。

2001年
- 2月15日、カントリー娘。がメジャーデビューする際に、モーニング娘。より助っ人メンバーを呼ぶことが発表され、同年3月6日には、そのメンバーが石川であることと、ユニット名が「カントリー娘。に石川梨華（モーニング娘。）」となることが発表された。
- 4月18日、カントリー娘。に石川梨華（モーニング娘。）として『初めてのハッピーバースディ!』でメジャーデビュー。
- 7月25日、モーニング娘。の12枚目のシングル『ザ☆ピ〜ス!』がリリース。
- 8月、初のソロ写真集『RIKA Ishikawa』を発売。

2002年
- 9月26日、タンポポが石川、紺野あさ美、新垣里沙、柴田あゆみの新編成となり、シングル『BE HAPPY 恋のやじろべえ』をリリース。

2003年
- 8月、ROMANS（ロマンス）に参加。
- 11月22日、『ハロー!プロジェクトスポーツフェスティバル2003in東京ドーム』で行われたハロプロ選抜チーム（後のGatas Brilhantes H.P.）VS十条クラブとのフットサルの試合でチーム初得点を決めた。

2004年
- 5月23日、モーニング娘。卒業を発表。
- 6月、道重さゆみとエコモニ。を結成。
- 8月10日、ユニット・美勇伝を三好絵梨香、岡田唯と共に結成。デビュー曲『恋のヌケガラ』が同年9月23日に発売された。

2005年
- 5月7日、『モーニング娘。コンサートツアー2005春〜第六感 ヒット満開!〜』の日本武道館での公演を最後にモーニング娘。を卒業。
- 6月、『ハロー!モーニング。』5代目司会者に就任。
- 10月19日、安倍なつみ、後藤真希、松浦亜弥と共にDEF.DIVAを結成し、シングル『好きすぎて バカみたい』を発売。

2008年
- 6月、『美勇伝ライブツアー2008初夏 美勇伝説V 〜最終伝説〜』を開催。最終日の29日をもって美勇伝としての活動を終了。以後ソロとして活動をする。

2009年
- 3月、ハロー!プロジェクトを卒業。翌月より新ファンクラブ・M-line clubに所属。
- 9月、2008年10月より活動している正体不明のユニット・HANGRY&ANGRYの「ANGRY」の正体が石川であったことが判明。

2010年
- 1月19日、モバゲータウンに公式ブログを開設。

2011年
- 1月28日、ドリームモーニング娘。を結成。結成当初よりメンバーとして活動。
- 11月9日、アメーバブログに公式ブログを開設。開設日および更新時間が11時9分であることは、自身の誕生日である1月19日にちなんでいる。

2012年
- 吉澤ひとみとユニット・ABCHOを結成。5月23日にシングル『目をとじてギュッしよ』をリリース。同曲はテレビ東京のアニメ『戦国コレクション』のオープニングテーマ。

2013年
- 11月、Vリーグ機構が石川、吉澤ひとみら3人を2013-14のVリーグアンバサダーとすることを発表。

2017年
- 3月13日、プロ野球選手の野上亮磨と結婚。

2018年
- 4月25日、第1子男児出産を報告。

2019年
- 11月18日、第2子妊娠を報告。

2020年
- 1月11日、第2子男児出産を報告。

2022年
- 1月23日、Instagramを開始。

2023年
- 1月1日、所属事務所をジェイピィールームからアップフロントクリエイトへ移籍。

## 人物

### 名前・愛称
愛称はりかちゃん、チャーミー。
名前の「梨華」の由来は、「誰からも愛されるリカちゃん人形のような子供に育ってほしい」との思いで名付けられた。

### 性格、身体
石川が欠席した音楽ガッタスのイベントにおいて、ハロプロエッグメンバーに対して、吉澤ひとみが「いいんだよ、今日は石川梨華さんいないんで。普段は梨華ちゃんがうるさいんだよね。ダメ出しが後から」と述べ、里田まいが「大丈夫だって、ホントに。マジで。（石川は）東京から離れてるから！」と述べるなど話のネタにされている。
『モーニング娘。のへそファンブック』のメンバー同士のアンケートでは、理想のスタイルとして1位に選ばれている。
Y字バランスが特技である。また、中学生時代はテニス部に所属しており、部長を務めていた。
声が高いのが特徴。中学生になったころ友人に「声、作ってんの？」と尋ねられ、特徴のある声であることに気づき、モーニング娘。に加入後、テレビで自分自身の声を聴くようになり、高い声であることに気づいたという。

### 趣味・嗜好
ネイルアートが趣味。よく行くショップは「Life Nail」とブログに書いている。2009年の雑誌『ネイルMAX』8月号では表紙も務めている。
阪神タイガースの大ファンである。また、サッカー観戦好きでもある。
好きな色はピンク。
通称「梨華うさ」と呼ばれるウサギの絵が好きで、度々色紙やサインの横に描いている。「梨華うさ」は石川自身のイベントにおけるオリジナルグッズ等として商品化されている。
好きな食べ物に鶏肉のから揚げを挙げている。

### 評価
FUJIWARAの藤本敏史や、元AKB48の柏木由紀など、石川のファンであることを公言している人物は多く存在しており、特に柏木とは、対談が実現するなどしている。

## 作品

### 映像作品
- 梨華&美貴 素顔の17歳 〜メイキング・オブ「17才 〜旅立ちのふたり〜」〜（2003年10月21日）
- 石川梨華・藤本美貴（モーニング娘。） 「17才 〜旅立ちのふたり〜」（2004年4月21日）
- アロハロ! 石川梨華 DVD（2007年3月7日）
- Rika Ishikawa MOST CRISIS! in Hawaii（2009年2月11日）
- 舞台「東京アリス」DVD（2009年8月12日）
- RIKA（2010年1月6日）

## 出演

### テレビドラマ
- 最後の夏休み（2001年8月18日、24時間テレビスペシャルドラマ、日本テレビ） - 理衣子 役
- はいからさんが通る（2002年1月2日、モーニング娘。新春! LOVEストーリーズ、TBS） - 主演・花村紅緒 役
- 父さんの夏祭り（2002年8月17日、24時間テレビスペシャルドラマ、日本テレビ） - 主演・森脇加奈子（原作者） 役
- おれがあいつであいつがおれで（2002年12月28日、モーニング娘。サスペンスドラマスペシャル、TBS） - 吉野アケミ 役
- VICTORY!〜フットガールズの青春〜（2003年11月22日、フジテレビ） - リカ（為枝DAUGHTERS。） 役
- ラストプレゼント（2003年12月21日、BShi / 12月24日、NHK） - 安西今日子（有栖川カヲル） 役 - 安倍なつみとW主演
- 乱歩R 第7話「地獄の道化師」（2004年2月23日、讀賣テレビ放送） - 野上愛子 役
- 新春ワイド時代劇「国盗り物語」（2005年1月2日、テレビ東京） - お玉（細川ガラシャ） 役
- 夢路 第23回「この道の先には、女同士のデートが待っている。」（2007年10月7日、TBS） - 役名 石川梨華
- 世直しバラエティー カンゴロンゴ 弟16回「メールがほしい症候群」（2009年2月15日、NHK） - 主演・由美 役
- 月曜ゴールデン「釣り刑事」（2010年 - 2015年、TBS） - 城下香津美 役
  - 釣り刑事 竿に掛かった大悪党!!（2010年9月6日）
  - 釣り刑事2 愛と悲しみの魚たち!（2011年5月9日）
  - 釣り刑事3 トランクルームに隠された秘密!（2012年8月27日）
  - 釣り刑事4 隠ぺい工作のつけ（2013年9月30日）
  - 釣り刑事5 二つの事件と二つの過去!?（2014年10月27日）
  - 釣り刑事6 10年前の事件は冤罪だったのか!?（2015年5月18日）
- 月曜名作劇場「釣り刑事」（2016年 - 、TBS） - 城下香津美 役
  - 釣り刑事7 切り取られた舌の謎!?（2016年8月1日）
- 中学生日記「チューチューチアーズ」前編・後編（2010年10月16日・23日、NHK名古屋） - 桜山リカ 役
- ケータイ刑事 銭形結（2010年 - 2011年、BS-TBS）
  - 第1話「八代目!ついに登場!〜キング・オブ・クイーン殺人事件」（2010年12月4日） - 石香ワリカ 役
  - 第7話「初恋は死の香り!〜愛はかげろうのように殺人事件 事件編」（2011年1月22日） - マリリン（今井美幸） 役
  - 第8話「初恋は死の香り!〜愛はかげろうのように殺人事件 捜査編」（2011年1月29日） - マリリン（今井美幸） 役
  - 第9話「初恋は死の香り!〜愛はかげろうのように殺人事件 解決編」（2011年2月5日） - マリリン（今井美幸） 役
- 特捜指令!アイチ★ポリス（2011年7月4日 - 12月12日、全24回、名古屋テレビ放送） - 愛知県警特捜本部の本部長 役
- 数学♥女子学園 Lesson 11・Lesson 12（2012年3月21日・28日、日本テレビ） - 町田キーナ 役
- カウンターのふたり シーズン2 第19話「月光浴」（2013年3月8日、TwellV） - ナンバー1ホステス 役
- 土曜ワイド劇場「検事・朝日奈耀子16」（2015年5月2日、テレビ朝日） - 田代いづみ 役[34]
- 警視庁・捜査一課長 第8話（2016年6月2日、テレビ朝日） - 田嶋桜 役
- OLですが、キャバ嬢はじめました（2016年6月19日 - 7月17日、MBS / 6月21日 - 7月12日、TBS） - 姫乃 役[35]

### その他テレビ番組
- 二人ゴト（2004年6月28日 - 30日・7月5日 - 13日、テレビ東京）
- 魔女っ娘。梨華ちゃんのマジカル美勇伝（2004年10月4日 - 12月24日、テレビ東京）
- 娘DOKYU!（2005年5月9日 - 17日、テレビ東京）
- 金曜ロードショー「猫の恩返し」（2005年8月26日、日本テレビ） - ナビゲーション役、田中れいなと一緒にナレーションを務めた。
- 歌ドキッ! 〜ポップクラシックス〜（2007年3月 - 2008年3月、テレビ東京）
  - 2007年3月23日「卒業」（斉藤由貴） with 吉澤ひとみ・辻希美
  - 2007年7月05日「なんてったってアイドル」（小泉今日子） with 柴田あゆみ
  - 2007年7月16日「赤い風船」（浅田美代子）
  - 2007年8月20日「こまっちゃうナ」（山本リンダ）
  - 2007年8月30日「プレゼント」（JITTERIN'JINN） with 兵藤ゆき
  - 2007年9月06日「恋しさと せつなさと 心強さと」（篠原涼子）
  - 2007年9月17日「Only You」（内田有紀） - 2008年3月20日、歌ドキッ!BEST10 第7位
  - 2007年9月24日「チェリー」（スピッツ） with 吉澤ひとみ - 2008年3月28日、歌ドキッ!BEST10 第1位
  - 2008年1月30日「Get Wild」（TM NETWORK） with 吉澤ひとみ・アヤカ
  - 2008年1月31日「港のヨーコ・ヨコハマ・ヨコスカ」（ダウン・タウン・ブギウギ・バンド）
  - 2008年2月01日「花嫁」（はしだのりひことクライマックス） with 高山厳
  - 2008年2月08日「YELLOW YELLOW HAPPY」（ポケットビスケッツ）
- ココリコミリオン家族2時間スペシャル（2009年3月17日、テレビ東京）
- 朝だ!生です旅サラダ（2011年3月、テレビ朝日） - マンスリーゲスト（アルゼンチンの旅）
- 有吉弘行のヘベレケ（2012年7月23日、東海テレビ）
- 世界の日本人妻は見た!（2014年 - 、MBSテレビ）
- ぴったんこカン・カン（2014年 - 、TBS）
- 今夜くらべてみました（2016年 - 、日本テレビ）
- トークィーンズ（2022年 - 、フジテレビ）

### インターネット配信
- ドガドガ7（2008年6月30日 - 、YouTube、ドガドガ7チャンネル）

### ラジオ
- タンポポ編集部 OH-SO-RO!（2000年10月3日 - 2003年9月23日、TBSラジオ）
- MBSヤングタウン土曜日（2003年4月5日 - 2004年3月27日、毎日放送）
- 美勇伝☆石川梨華のちゃんちゃか☆チャーミー!（2004年4月1日 - 2006年9月21日、中部日本放送） 卒業に伴い従来の「モーニング娘。」からタイトルを一部変更
- TBC FUNふぃーるど・モーレツモーダッシュ(2006年2月13日 - 24日・同年9月11日 - 29日、東北放送)

### CM
- エルセーヌ「エルセーヌ測量隊」（2003年、エヌ・エス商事） - ミニモニ。・里田まいと共演
- エルセーヌ「キマルスキマ」（2004年、エヌ・エス商事） - Wと共演
- Jビーフ・Jポーク・Jチキン「お肉スキスキ」（2003年、日本食肉消費総合センター） - 子役として熊井友理奈・菅谷梨沙子・萩原舞が共演
- セイコーエプソン「カラリオ 年賀状大使」（2004年10月 - 12月） - モーニング娘。のメンバーとして松浦亜弥・Wと共演
- KICONA(パチンコチェーン)「bubble」「Reset」「でかひつじ」「アンゴラウサギ」（2012年4月 - 2015年3月、アンダーツリー）
- PIZZA-LA「よくばりクォーター ブラッキーファミリー」（2015年07月 - 11月、株式会社フォーシーズ）

### 広告
- Dole「I LOVE〜I Live on Vegetables〜 ブロッコリー」（2008年6月 - 2009年3月）
- Dole「I LOVE〜I Live on Vegetables〜 真珠もろこし」（2008年8月 - 9月）
- 柳屋本店「プレミアム椿ちゃん」（2012年2月 - 2013年3月）[36]

### 映画
- ピンチランナー（2000年、東映）
- とっかえっ娘。（2002年、つんくタウンFILMS） - チャーミー 役 - 吉澤ひとみとW主演
- 仔犬ダンの物語（2002年、東映） - 森下知美 役
- 劇場版 とっとこハム太郎 ハムハムハムージャ! 幻のプリンセス（2002年、東宝） - イシハム（モーハムず） 役 - 声優
- 17才 〜旅立ちのふたり〜（2003年、東映）- 川村真衣子 役 - 藤本美貴とW主演
- 劇場版 とっとこハム太郎 はむはむぱらだいちゅ! ハム太郎とふしぎのオニの絵本塔（2004年、東宝） - リカハム（エコハムず） 役 - 声優
- スケバン刑事 コードネーム=麻宮サキ（2006年、東映、監督：深作健太） - 秋山レイカ 役（松浦亜弥演じる麻宮サキの敵役）
- 宇宙で1番ワガママな星（2010年、テレビ朝日 / 吉本興業） - AD 役
- 篤姫ナンバー1（2012年） - 篤姫（島津篤子） 役 - 主演[37]

### 舞台
- 「何日君再来」イツノヒカキミカエル（2007年5月4日 - 22日、日生劇場 / 5月25日 - 28日、シアター・ドラマシティ） - 美華 役（吉澤ひとみとのダブルキャスト）[注釈 1]
- 朗読劇 東京アリス（2009年5月8日 - 17日、全労済ホール/スペース・ゼロ） - 有栖川ふう 役 - 初主演
- ミュージカル「オペラ・ド・マランドロ」（2009年7月25日 - 8月2日、東京芸術劇場中ホール / 8月8日・9日、中日劇場 / 8月18日、シアター・ドラマシティ / 8月21日、電力ホール） - ルー 役
- 大人の麦茶十七杯目公演「タイガーブリージング」（2010年5月7日 - 11日、紀伊國屋ホール） - 長内鮎美 役
- D・Nプロデュース「夏唄日記」（2010年7月28日 ‐ 8月1日、全労済ホール/スペース・ゼロ / 8月14日・15日、広島市南区民文化センター・大ホール） - 野村光子 役
- ケータイ刑事 銭形結 「初恋は死の香り！〜愛はかげろうのように殺人事件」（2010年12月29日 - 31日、本多劇場） - マリリン（今井美幸） 役
- 細雪（2012年4月7日 - 26日、御園座） - 蒔岡妙子 役
- 水戸黄門（2013年3月3日 - 20日、博多座 / 3月23日 - 31日、新歌舞伎座） - お藤 役
- もしも国民が首相を選んだら（2013年4月24日 - 30日、全労済ホール/スペース・ゼロ） - 只野七海 役[38]
- だいこん（2014年8月4日 - 17日、中日劇場） - つばき 役

### ライブ
- MUSIC FESTA Vol.1（2013年6月11日、赤坂BLITZ / 18日、なんばHatch） - ゲスト出演
- Hello! Project COUNTDOWN PARTY 2013 〜GOOD BYE & HELLO!〜（2013年12月31日、中野サンプラザ）[39]
- Hello! Project 25th ANNIVERSARY CONCERT「ALL FOR ONE & ONE FOR ALL!」ACT I（2023年9月10日、国立代々木競技場 第一体育館）[40]
- モーニング娘。'23 コンサートツアー秋「Neverending Shine Show」SPECIAL（2023年11月28日、横浜アリーナ） - ゲスト出演

### イベント
- ダイワハウススペシャル プロ野球オールスタースポーツフェスティバル（2005年12月1日、大阪城ホール、2006年1月8日に日本テレビで放送） - 司会・ミニコンサート
- ダイワハウススペシャル プロ野球オールスタースポーツフェスティバル（2006年12月7日、大阪城ホール、2007年1月7日に日本テレビで放送） - 司会・ミニコンサート
- ダイワハウススペシャル プロ野球オールスタースポーツフェスティバル（2007年12月6日、大阪城ホール、2008年1月5日に日本テレビで放送） - 司会
- 「ファンタ ふるふるシェイカー」新発売記念イベント（2008年4月20日 - SHIBUYA109）[41][42]
- 石川梨華写真集「Lucky☆」発売記念イベント（2011年1月19日、福家書店 新宿サブナード店）[43]

### MV
- つんく♂「しょっぱいね」（2012年9月）

## 書籍

### 写真集
1. Rika Ishikawa（2001年8月2日、竹書房、撮影：田川清美）ISBN 978-4812407912
2. 石川♡梨華（2002年6月22日、ワニブックス、撮影：松田忠雄）ISBN 978-4847027178
3. I（2003年12月24日、ワニブックス、撮影：渡辺達生）ISBN 978-4847027871
4. 華美(hana-bi)（2004年12月10日、ワニブックス、撮影：西田幸樹、橋本雅司）ISBN 978-4847028366
5. 石川梨華&道重さゆみ写真集『エンジェルズ』（2005年11月16日、ワニブックス、撮影：くぼた あきひと）ISBN 978-4847028953
6. Oui, mon amour（ウィ・モナムール）（2006年12月18日、ワニブックス、撮影：渡辺達生）ISBN 978-4847029813
7. アビュー（2007年8月22日、ワニブックス、撮影：渡辺達生）ISBN 978-4847040320
8. 風華（2008年2月20日、角川グループパブリッシング、撮影：根本好伸）ISBN 978-4048950145
9. 華恋（かれん）（2009年1月20日、ワニブックス、撮影：沢渡朔）ISBN 978-4847041518
10. 24(Twenty Four)（2009年12月24日、ワニブックス、撮影：西田幸樹、緒方秀美）ISBN 978-4847042232
11. Lucky☆（2011年1月19日、ワニブックス、撮影：根本好伸）ISBN 978-4-8470-4336-9
12. 華心 〜hanagocoro〜（2012年1月27日、ワニブックス、撮影：渡辺達生）ISBN 978-4-8470-4431-1

### その他
- 「青春ばかちん料理塾」&「17才 〜旅立ちのふたり〜」ビジュアルブック（2003年8月8日、講談社） ISBN 978-4063645231
- フォト&エッセイ「石川梨華 幸せのあしあと ハッピー!」（2005年7月1日、光文社） ISBN 978-4334901271
- フォト&エッセイ「国語、算数、梨華、歴史!」（2013年2月8日、エンターブレイン） ISBN 978-4047287549

## 所属ユニット
- モーニング娘。（2000年 - 2005年）
- タンポポ（2000年 - ）
- シャッフルユニット
  - 三人祭（2001年）
  - セクシー8（2002年）
  - 7AIR（2003年）
  - H.P.オールスターズ（2004年）
- カントリー娘。に石川梨華（モーニング娘。）（2001年 - 2003年）
- ポッキーガールズ（2002年 グリコポッキーのCMキャラクター）
- モーニング娘。おとめ組（2003年 - 2005年）
- Gatas Brilhantes H.P.（2003年 - ）
- ROMANS（2003年）
- エコモニ。（2004年 - ）
- 美勇伝（2004年 - 2008年）
- あややムwithエコハムず（2004年 - 2005年）
- DEF.DIVA（2005年 - 2006年）
- 音楽ガッタス（2007年 - ）
- HANGRY&ANGRY（2008年 - 2018年）
- ドリームモーニング娘。（2011年 - 2013年）
- ABCHO（2012年 - 2018年）